# دانيال إبستاين
دانيال إبستاين (بالإنجليزية: Daniel Epstein)‏ هو عازف بيانو أمريكي، ولد في 1946.

## وصلات خارجية
- دانيال إبستاين على موقع ميوزك برينز (الإنجليزية)